# ヘルプ 〜心がつなぐストーリー〜
『ヘルプ 〜心がつなぐストーリー〜』（原題: The Help）は、キャスリン・ストケットの小説『ヘルプ 心がつなぐストーリー』を原作とした2011年のドラマ映画である。1960年代の公民権運動を背景とし、ミシシッピ州ジャクソンに住む若い白人女性のスキーターと2人の黒人のメイドの関係を描く。出演はエマ・ストーン、ヴィオラ・デイヴィス、オクタヴィア・スペンサー、ブライス・ダラス・ハワード、ジェシカ・チャステイン、シシー・スペイセク、マイク・ヴォーゲル、アリソン・ジャネイ、監督・脚本はテイト・テイラーである。商業的には製作費2500万ドルに対し、興行収入は1億7500万ドルを超える成功作となった。一方、後述のように評論家をはじめ、本作を批判する意見も一定数存在する。

## あらすじ
1960年代前半。大学を卒業したユージニア（愛称スキーター）はライターを志し、故郷のミシシッピ州ジャクソンに戻った。故郷の友人たちは皆、結婚、出産をしており、家事や育児を黒人メイドたちに任せきった気楽な生活を送っている。友人の一人ヒリーは、病気がうつると信じ込んでメイドのトイレを屋外に作るべきだと主張する。スキーターは友人たちの黒人メイドに対する態度に嫌悪感を覚える。また、自らも黒人メイド、コンスタンティンに育てられたスキーターは、大好きなコンスタンティンが退職し何も告げずにシカゴへ去っていることに疑念を抱くが、母は取り合わない。
スキーターは、ローカル新聞の家庭欄で家事の相談に代役で回答することになり、友人エリザベスのメイド、エイビリーンに手伝ってもらうことにする。エイビリーンは優秀だった一人息子を不幸な事故で亡くして以来、子守り相手の子供以外には心を開かない。一人のライターとして黒人メイドたちの真実を著す責任を感じたスキーターは、エイビリーンを熱心に説得、密かに取材を始めるが、その他のメイドたちは報復を恐れて固く口を閉ざしてしまう。
そんな折、ヒリーのメイド、ミニーは、ヒリーの家のトイレを使ったことで解雇される。怒ったミニーがスキーターの取材に参加することになった。また、ヒリーが雇った新しいメイド、ユール・メイが拾った指輪を質に入れて逮捕されたことに憤慨したメイドたちもまた、自らの経験を語り始めた。

## キャスト
※括弧内は日本語吹替
- ユージニア・"スキーター"・フェラン - エマ・ストーン（冠野智美）
- エイビリーン・クラーク - ヴィオラ・デイヴィス（喜田あゆ美）
- ミニー・ジャクソン - オクタヴィア・スペンサー（松熊つる松）
- ヒリー・ホルブルック - ブライス・ダラス・ハワード（甲斐田裕子）
- シーリア・フット - ジェシカ・チャステイン（井上喜久子）
- シャーロット・フェラン - アリソン・ジャネイ（小宮和枝）
- ウォルターズ夫人 - シシー・スペイセク（弥永和子）
- コンスタンティン・ジェファーソン - シシリー・タイソン（藤夏子）
- エレーン・スタイン - メアリー・スティーンバージェン（高島雅羅）
- エリザベス・リーフォルト - アーナ・オライリー（木下紗華）
- ジョレン・フレンチ - アンナ・キャンプ
- スチュワート・ウィットワース - クリス・ローウェル（佐藤せつじ／機内版：尾崎英二郎）
- ジョニー・フット - マイク・ヴォーゲル（加瀬康之）
- ブラックリー編集長 - レスリー・ジョーダン（後藤哲夫）
- 説教師グリーン - デヴィッド・オイェロウォ
- ヒギンボサム会長 - ダナ・アイヴィ

## 製作
2009年12月、『バラエティ』誌は、クリス・コロンバス、マイケル・バーナサン、マーク・ラドクリフが彼らの製作会社の1492ピクチャーズで『ヘルプ 心がつなぐストーリー』を映画化すると報じた。ハービンガー・プロダクションズのブランソン・グリーンも共同製作する。監督・脚本はストケットの幼馴染で、原作本の発売前に映画化権を買ったテイト・テイラーが担当する。
2010年3月、最初のキャスティング・ニュースとして、エマ・ストーンがスキーター・フェランになると報じられた。その後、エイビリーン役にヴィオラ・デイヴィス、ヒリー・ホルブルック役にブライス・ダラス・ハワード、スキーターの母のシャーロット役にアリソン・ジャネイ、スキーターのボーイフレンドのスチュワート・ウィットワース役にクリス・ローウェルが決まった。レスリー・ジョーダンは架空のローカル新聞『ジャクソン・ジャーナル』の編集者として登場する。マイク・ヴォーゲルはジョニー・フット、オクタヴィア・スペンサーがミニーを演じる。ストケットとテイラーの長年の友人であるスペンサーは小説のミニーにインスパイアされており、オーディオブック版の声優も務めている。
撮影は2010年7月から10月まで行われた。1960年代のジャクソンを描くためにミシシッピ州グリーンウッドが選ばれ、プロデューサーのブランソン・グリーンはそこで映画の「95%」を撮ることを期待していると述べた。映画の一部は、本物のジャクソンだけでなく、クラークスデールとグリーンヴィルでも撮られた。

## 公開

### 興行収入
2011年10月23日時点で北アメリカで1億6569万2836ドル、その他の国々で960万ドル、世界全体で1億7529万2836ドルの興行収入となっている。
北アメリカでは2011年8月10日水曜に公開初日を迎え、約554万ドルを売り上げた。翌木曜日には21%下落の433万ドルを売り上げ、2日累計で約990万ドルとなった。公開所週末3日間では約2600万ドルを売り上げ、同じく公開初週の『猿の惑星: 創世記』に次いで2位となった。しかしながらその次の週末では下落率を23%に抑えた約2000万ドルを売り上げ、前週1位だった『猿の惑星: 創世記』や新たに公開された『スパイキッズ4D:ワールドタイム・ミッション』、『コナン・ザ・バーバリアン』、『フライトナイト/恐怖の夜』、『ワン・デイ 23年のラブストーリー』を抑えて1位にランクアップした。3週目は27%落とした1450万ドルを売り上げ、新たに公開された『コロンビアーナ』、『ダーク・フェアリー』、『我が家のおバカで愛しいアニキ』を抑えて連続1位となった。公開21日目には累計興行収入1億ドルを突破した。2011年8月公開作品で1億ドルを超えた作品は本作で2本目である。4週目の週末（レイバー・デー前の3日間）も1位となり、2010年の『インセプション』以来となる3週連続1位を成し遂げた。3日間集計では前週比で0.4%上昇した1460万ドルを売り上げ、新たに公開された『ペイド・バック』、『アポロ18』、『シャーク・ナイト』を破った。レイバー・デーを含む4日間では1990万ドルを売り上げ、歴代のレイバー・デー作品では4位となった。2011年9月時点で、Box Office Mojo集計による歴代の夏公開のドラマ映画作品で7位となっている。本作は最終的に25日間1位を維持し、35日連続1位となった『シックス・センス』（1999年夏末公開）以来となる記録となった。

### 評論家の評価
本作への映画評論家の評価は賛否が分かれている。ヴィオラ・デイヴィス、オクタヴィア・スペンサーを中心に俳優の演技は称賛された一方で、白人の救世主、黒人キャラクターのステレオタイプ化などが批判されている。
Rotten Tomatoesでは232人のプロの批評家のうち76%がこの映画に好意的なレビューを与え、平均点は10点満点中7.00点だった。同サイトの批評家による総評は、「人種問題を軽視している点もあるが、『ヘルプ』はキャスト陣、特にヴィオラ・デイヴィスの演技力によって成功を収めている。彼女の演技は、映画を支えきれるほどの力強いものだ」となっている。また、Metacriticでは41個のレビューで62点となった。CinemaScoreによる観客調査ではA+となった。
ヴィレッジ・ヴォイスのカリーナ・ロングワースによる賛否両論の批評では、「この映画は、典型的なハリウッド式に歴史を単純化し、悪役と抑圧されたヒーローという構図にしてしまっている」と述べ、歴史の単純化を指摘した。グローブ・アンド・メール紙のリック・グローンは、この映画に4つ星のうち2つを与え、「この手の映画は、普通なら感動的な涙を誘う中にちょっとした笑いを交えるものだ。しかし本作は、逆に賑やかで笑い重視、時折ドラマ的な小休止が入るという構成」と批判した。ニューヨーク・タイムズ紙は、「本作は“ハチミツがけのインチキ娯楽大作”のようだ」としつつ、「デイヴィスを除けば、演技はおおむね誇張されていて、時に痛々しいほどだ。大声で笑い、目をひん剥き、手足を振り回すような芝居が目立つ」と辛辣な論調を展開した。

## 批判
全米黒人女性史家協会（Association of Black Women Historians）の全国理事アイダ・E・ジョーンズは、公開書簡の中で「本作は黒人家政婦たちの体験を歪め、無視し、矮小化している」と述べ、映画と原作の両方に対して強く批判した。彼女はまた、黒人英語の描写の不適切さや、黒人男性を一様に不在か暴力的に描いている点、そして黒人女性が白人家庭で受けていた性的嫌がらせに触れていない点を問題視している。ジョーンズは「娯楽のために黒人女性の歴史的現実を捨て去るのは容認できない」と結論づけた。
文芸サイト「The Rumpus」のロクサーヌ・ゲイも、映画が「マジカル・ニグロ」といったハリウッドの人種的クリシェに依存しているとして、本作がアフリカ系アメリカ人にとって侮辱的な可能性があると警告した。
2014年には、デイリー・ビーストでケリ・ゴフが白人救世主物語（White Savior Narrative）を扱う記事の中で、『ヘルプ』もその一例として取り上げられている。

### 歴史的正確性
本作は、1963年のアメリカ公民権運動期におけるミシシッピ州ジャクソンを舞台に、黒人メイドたちの体験を描く作品である。劇中では、実在の公民権運動家でNAACP指導者のメドガー・エヴァーズの演説が登場し、彼の暗殺が登場人物たちに大きな影響を与える描写がなされている。特に、スキーターと2人のメイドがテレビで演説を見ているシーンは、物語上の転機として重要な位置づけを持つ。しかし、この歴史的要素の扱いについては批判の声も多い。原作小説では、フェラン家に仕えるメイドのパスカグーラがエヴァーズの演説を見ることで、彼女の物語が始まる構成となっているのに対し、映画ではスキーターが中心に据えられ、公民権運動に関する「観客」としての役割が白人女性に置き換えられている。この改変については、歴史的文脈の白人中心化であるとして懸念が示されている。主演のヴィオラ・デイヴィスは、ニューヨーク・タイムズのインタビューで「この作品への出演を後悔している」と語り、「結局のところ、メイドたちの声は十分に伝わっていなかった」と述べている。
映画史家のアリソン・グラハムは自身の論考「We Ain’t Doin’ Civil Rights」の中で、「フィクションと歴史的事実の融合が、物語に別種のライセンスを与え始める」と述べ、作中の歴史描写が事実と創作を混同させている点を指摘している。
また、文学研究者のヴァレリー・スミスは「Black Women’s Memories and The Help」において、本作が1960年代の構造的人種差別を過度に単純化し、「現代の観客にとって“わかりやすく”するために物語が矮小化されている」と厳しく批判している。

### 遡及的評価
以降も主演のヴィオラ・デイヴィスは、映画『ヘルプ』への出演をたびたび後悔していると公言しており、「自分自身と私の仲間を裏切ったように感じた」と述べている。また、「この作品は制度的人種差別のフィルターと泥沼の中で作られた」とも語っており、その表現や構造に対する強い違和感を示している。
ブライス・ダラス・ハワードも現在では同作への出演に対し否定的な立場を取っており、「今なら出演に同意しない」「白人キャラクターの視点で語られ、制作者の多くも白人だった」とコメントしている。
一方で、2022年のアカデミー賞でジェシカ・チャステインが主演女優賞を受賞したことを契機に、本作の出演女優たちがその後オスカーを受賞あるいはノミネートされるキャリアを歩んでいる点が注目された。オクタヴィア・スペンサー、ヴィオラ・デイヴィス、エマ・ストーン、アリソン・ジャニー、そしてチャステインの5名が本作以降に競争部門でオスカーを獲得している。さらに、シシー・スペイセクとメアリー・スティーンバージェンも過去に受賞経験があり、シシリー・タイソンは2018年にアカデミー名誉賞を受賞、アーンジャニュー・エリスも2022年にノミネートされた。
しかしながら、このような功績とは別に、本作が白人中心の物語構造を持ち、公民権運動を背景にしながらも黒人当事者の視点を十分に描けていないという点については、当事者からの批判が根強く残っている。

## ホームメディア
2011年12月6日に北米でDVDとBlu-rayが発売された。